# Alex MacDonald (calciatore 1990)
Alexander MacDonald (Warrington, 14 aprile 1990) è un calciatore inglese naturalizzato scozzese, centrocampista del Rotherham Utd.

## Carriera

### Club
Ha giocato nella prima divisione scozzese con Falkirk ed Inverness e nella seconda divisione inglese con il Burnley.

### Nazionale
Ha giocato nelle nazionali giovanili scozzesi Under-19 ed Under-21.

## Palmarès

### Club

#### Competizioni nazionali
- Campionato inglese di quarta divisione: 1

Burton Albion: 2014-2015